# Myopsocus katios
Myopsocus katios (лат.) — вид сеноедов рода Myopsocus из семейства Myopsocidae. Южная Америка: Колумбия. Видовой эпитет представляет собой существительное в приложении и отсылает к Национальному природному парку Катиос, находящемуся на границе Панамы и Колумбии в департаменте Чоко, где был найден голотип. Мелкие насекомые, длина переднего крыла около 3 мм. Основная окраска тела коричневая. Принадлежит к группе видов, не имеющих на переднем крыле фестончатого апикального края некоторых его ячеек, но в отличие от них представляющих базально расширенную фаллосому с узкими наружными парамерами и эпипрокт с выпуклым передним краем, выступающим вперёд на клуниум.